# Sunray (Teksas)
Sunray je grad u američkoj saveznoj državi Teksas. Prema popisu stanovništva iz 2010. u njemu je živjelo 1.926 stanovnika.